# Asselburg

Le château fort d'Asselburg (ou d'Assel ; également « Asleburch », « Asleburg », « Hesleburg ») était une forteresse médiévale située à l'ouest d'Hohenassel (un district de Burgdorf), dont il ne subsiste aujourd'hui qu'une partie des fossés.
Les partisans légitimistes d'Otton III s'y réunirent en 984 auprès d'Eckhard Ier sous la bannière du duc Bernard Ier de Saxe, soutenu par l'archevêque de Mayence Willigis, pour préparer leur coup de main sur le château de Quedlinbourg.
À partir du XIIe siècle l'administration d'Asselburg passa à celle du château de Lichtenberg.
En 1779, on édifia une maison de plaisance à l'emplacement du château.

## Les comtes d'Assel
- Vers 873 apparaît dans les actes un comte Ricdag d'Assel (lignée parente de celle des Winzenbourg), comme fondateur du monastère de Lamspringe et constructeur du château de Winzenbourg (de). Sa femme Emhild (ou Irmhildis) appartenait vraisemblablement à la famille des Immedinger (de) et à celle du comte Immed (Immat), fondateur du monastère de Ringelheim (de).
  - Ricburga est abbesse de Lamspringe
  - Eckhard Ier von Assel, de la lignée des Adalbero-Sippe[1]
    - Frederun ∞ Hermann comte von Schwalenberg († avant 1018)
    - Eckhard II von Assel;
    - Hathwig ou Hedwig von Assel († avant 1018) ∞ comte Altmann von Œlsburg († entre 1000 et 1003 ; Œlsburg est un lieu-dit d'Ilsede). Altmann détenait le château du Steterburg (aujourd'hui à Salzgitter). Hedwig, devenue veuve, fonda avec sa fille sur le fief de Steterburg un couvent de jeunes filles.
      - Bernouard a dû naître en 933 ; il sera évêque de Hildesheim de 983 à 1022[2] ?)
      - Erkanbald est abbé de Fulda puis[3]
      - Frederunda mère supérieure et[4]
- Henri Ier von Assel (de) est nommé évêque de Paderborn par le pape de 1083 à 1090 puis archevêque de Magdebourg de 1102 à 1107. Le chapitre de Paderborn l'avait précédemment élu évêque, élection confirmée ultérieurement par le pape. Henri II von Werl (de) se vit remettre la gestion du diocèse de par l'empereur Henri IV devant les portes de Rome. Henri von Assel ne put toutefois s'y imposer et en fut chassé.
- Hedwig von Assel-Woltingerode(? www.genealogie-mittelalter.de) ∞ Hermann Ier de Winzenbourg ?
  - Henri (de Winzenbourg) comte d'Assel (vers 1110/15-1146) resta dans l'ombre de son frère Hermann II.
  - ∞1.) Eufemia von Vohburg, fille du comte Diepold III.
    - Otto (de Winzenbourg) comte d'Assel (vers 1130-31. août 1171/75) ∞ Salome  († après 1185; fille du comte Gossuin II von Heinsberg  et sœur de l'archevêque de Cologne Philippe Ier de Heinsberg). Le couple n'eut pas de descendance masculine. En 1166-67 il doit affronter Henri le Lion. Le 15 août 1186 il renonce devant les États de Holle au fief des Lichtenberg jusqu'à Mölme au bénéfice des Adelog. Oedelum échut à l'abbaye de Loccum (de). Les ducs de Brunswick, qui avaient élevé des prétentions sur le fief, en obtinrent la partie orientale. C'est ainsi que se dessina la frontière entre le diocèse de Hildesheim et le duché de Brunswick. À la mort de Salomé, Henri le Lion obtint le château, les terres et les biens qui en dépendaient. Seule la chapelle et ses dépendances échurent à l'évêque. Les Guelfes, qui s'étaient rabattus sur le château de Lichtenberg, abandonnèrent l'administration de ce château aux baillis d'Asleburg.
      - Adelheid († le 25 décembre 1185) ∞ 1183 Adolf III.

  - ∞2.) Richenza von Immenhausen, comte von Himstedt

L'évêque Adelog von Hildesheim (de) hérite du fief d'Assel à la mort de Salomé en 1186.
En 1845, les barons von Cramm détenaient la terre d'Assel.